# Miguel Alfonso Martínez Echevarría
Miguel Alfonso Martínez-Echevarría y Ortega (Málaga, 9 de octubre de 1943) es académico correspondiente de la Real Academia de Ciencias Económicas y Financieras de Barcelona, fue el iniciador y primer decano de la Facultad de Ciencias Económicas y Empresariales de la Universidad de Navarra, donde ejerció la docencia hasta su jubilación en 2014. Físico de formación, a principios de los años ochenta incursionó en la teoría económica, especializándose en historia del pensamiento económico y filosofía de la economía. Su obra, profunda y original, inspiró a un gran número de discípulos y colegas.

## Biografía
Miguel Alfonso Martínez-Echevarría y Ortega nació en Málaga en 1943, y obtuvo el grado de Doctor en Física Teórica en la Universidad de Valencia en 1974. Acredita una larga y variada trayectoria docente, habiendo sido profesor en la Universidad de Murcia, en la Universidad Autónoma de Madrid, en el Colegio Universitario San Pablo CEU, en la Universidad de Valladolid y en la Universidad del País Vasco. Desde 1982, y hasta su jubilación en 2014, fue profesor ordinario con dedicación exclusiva de la Facultad de Ciencias Económicas y Empresariales de la Universidad de Navarra, habiendo impartido las asignaturas “Historia del pensamiento económico”, “Historia del pensamiento empresarial" y "Filosofía de la Economía".
Entre los numerosos cargos directivos que ha ocupado, destacan el de Vicedecano de la Facultad de Derecho de la Universidad de Navarra (1983-1987) y primer Decano de la Facultad de Ciencias Económicas y Empresariales de la Universidad de Navarra (1987-1992).
Es académico correspondiente de la Real Academia de Ciencias Económicas y Financieras de Barcelona, y fue Visiting Scholar del departamento de Economía de Harvard University, en Cambridge (1992-1993).
En los últimos años, se ha dedicado a la investigación en teoría económica, y en especial en filosofía de la economía, siendo sus principales líneas de investigación: la dimensión política y social de la empresa y la ética empresarial y económica. Ha participado de numerosos congresos, simposios y coloquios en universidades de Europa y América, dirigido decenas de tesis doctorales y publicado artículos en revistas españolas e internacionales. En el año 2008 fundó el Grupo de Investigación en Economía Política y Filosofía de la Universidad de Navarra.

## Obra
- Filosofía política y empresa: Un nuevo proyecto liberal, EUNSA, Pamplona (2025), 220 pp., ISBN: 9788431339883.
- AA.VV., "Sobre la economía entre la sociedad y el estado", Madrid, Ideas y Libros Ediciones, 2024, 268 pp. El libro es fruto del Seminario Bibliográfico de AEDOS.
- Dirigir empresas: de la teoría a la realidad, EIUNSA, Madrid (2005).
- Repensar el trabajo, EIUNSA, Madrid (2004).
- Evolución del pensamiento económico, Espasa Calpe, Madrid (1982).
- Los numerosos artículos que ha escrito a lo largo de su carrera se recogen en la siguiente página web: www.mamechevarria.com.